# Sven-Erik Nolinge
Sven-Erik Nolinge (* 4. Februar 1923; † 19. November 1995) war ein schwedischer Sprinter, der sich auf den 400-Meter-Lauf spezialisiert hatte.
Bei den Leichtathletik-Europameisterschaften 1946 in Oslo wurde er Vierter im Einzelbewerb und gewann Bronze in der 4-mal-400-Meter-Staffel.
1946 wurde er Schwedischer Meister. Seine persönliche Bestzeit von 48,5 s stellte er am 11. August 1946 in Stockholm auf.